# 瘤籽黄堇
瘤籽黄堇（学名：Corydalis yui）为罂粟科紫堇属下的一个种。

## 扩展阅读
- 維基物種上的相關：瘤籽黄堇